# Gyémántok színe
Az ékszerminőségű gyémántok értékének meghatározó jellemzője a színük. Leszámítva a ritka, színes gyémántokat (rózsaszín, kék) a kövek értéke annál magasabb, minél fehérebb a színük. A gyémánt általában a sárga szín irányába tér el a fehértől, az árnyalatokat sokféleképpen jelzik, a legelterjedtebb skála az ABC betűit használó, amely D-betűtől, a legfehérebb minőségtől indul.
Többféle osztályozás létezik, például GIA, CIBJO, de ezek nagyon hasonlítanak egymásra, a kövek értékelésekor gyakorlatilag ugyanazt az eredményt adják. Az alábbi táblázat a különböző osztályozásokat mutatja be egymáshoz viszonyítva:
| GIA               | Állapot: használatos | AGS                          | Status: használatos          | AGS                          | Állapot: történelmi (1995 előtt) | CIBJO Status: használatos | IDC                    | Állapot: használatos       | Scan. D.N.               | Állapot: használatos    | Old World Terms    | Állapot: történelmi  |
| fokozat és leírás | fokozat és leírás    | fokozat és koloriméter skála | fokozat és koloriméter skála | fokozat és koloriméter skála | fokozat és koloriméter skála     | fokozat                   | fokozat és leírás      | fokozat és leírás          | fokozat 0,5 karát felett | fokozat 0,5 karát alatt | 1-es sorozat       | 2-es sorozat         |
| D                 | Színtelen            | 0                            | 0 - 0.49                     | 0                            | 0 - 0.75                         | Különlegesen fehér +      | Különlegesen fehér +   | Színtelen                  | River                    | Fehér                   | Finom fehér        | Jager                |
| E                 | Színtelen            | 0.5                          | 0.5 - 0.99                   | 0                            | 0 - 0.75                         | Különlegesen fehér        | Különlegesen fehér     | Színtelen                  | River                    | Fehér                   | Finom fehér        | River                |
| E                 | Színtelen            | 0.5                          | 0.5 - 0.99                   | 1                            | 0.76 - 1.35                      | Különlegesen fehér        | Különlegesen fehér     | Színtelen                  | River                    | Fehér                   | Finom fehér        | River                |
| F                 | Színtelen            | 1.0                          | 1.0 - 1.49                   | 1                            | 0.76 - 1.35                      | Ritka fehér +             | Ritka fehér +          | Színtelen koronán át nézve | Top Wesselton            | Fehér                   | Finom fehér        | River                |
| F                 | Színtelen            | 1.0                          | 1.0 - 1.49                   | 2                            | 1.36 - 2.00                      | Ritka fehér +             | Ritka fehér +          | Színtelen koronán át nézve | Top Wesselton            | Fehér                   | Finom fehér        | River                |
| G                 | Majdnem színtelen    | 1.5                          | 1.5 - 1.99                   | 2                            | 1.36 - 2.00                      | Finom fehér               | Finom fehér            | Színtelen koronán át nézve | Top Wesselton            | Fehér                   | Finom fehér        | Top Wesselton        |
| H                 | Majdnem színtelen    | 2.0                          | 2.0 - 2.49                   | 3                            | 2.01 - 2.50                      | Fehér                     | Fehér                  | Színtelen koronán át nézve | Wesselton                | Fehér                   | Fehér              | Wesselton            |
| I                 | Majdnem színtelen    | 2.5                          | 2.5 - 2.99                   | 4                            | 2.51 - 3.0                       | Enyhén színezett fehér    | Enyhén színezett fehér | Enyhén színezett           | kristály                 | Enyhén színezett fehér  | Kereskedelmi fehér | kristály             |
| J                 | Majdnem színtelen    | 3.0                          | 3.0 - 3.49                   | 5                            | 3.01 - 3.75                      | Enyhén színezett fehér    | Enyhén színezett fehér | Enyhén színezett           | Kristály                 | Enyhén színezett fehér  | ezüst kap          | Kristály             |
| K                 | Halvány sárga        | 3.5                          | 3.5 - 3.99                   | 5                            | 3.01 - 3.75                      | Színezett fehér           | Színezett fehér        | Enyhén színezett           | kap                      | Színezett fehér         | ezüst kap          | kap                  |
| K                 | Halvány sárga        | 3.5                          | 3.5 - 3.99                   | 6                            | 3.76 - 4.5                       | Színezett fehér           | Színezett fehér        | Enyhén színezett           | kap                      | Színezett fehér         | Ezüst kap          | kap                  |
| L                 | Halvány sárga        | 4.0                          | 4.0 - 4.49                   | 6                            | 3.76 - 4.5                       | Színezett fehér           | Színezett fehér        | Enyhén színezett           | kap                      | Színezett fehér         | Ezüst kap          | kap                  |
| M                 | Halvány sárga        | 4.5                          | 4.5 - 4.99                   | 7                            | 4.51 - 5.50                      | Színezett 1               | Színezett              | Enyhén színezett-színezett | Kap                      | Színezett               | Világos kap        | Kap                  |
| N                 | Nagyon világos sárga | 5.0                          | 5.0 - 5.49                   | 7                            | 4.51 - 5.50                      | Színezett 2               | Színezett              | Enyhén színezett-színezett | Kap                      | Színezett               | Világos kap        | Világos kap          |
| O                 | Nagyon világos sárga | 5.5                          | 5.5 - 5.99                   | 8                            | 5.51 - 7.0                       | Színezett 2               | Színezett              | Enyhén színezett-színezett | Világos sárga            | Színezett               | Kap                | Nagyon világos sárga |
| P                 | Nagyon világos sárga | 6.0                          | 6.0 - 6.49                   | 8                            | 5.51 - 7.0                       | Színezett 2               | Színezett              | Enyhén színezett-színezett | Világos sárga            | Színezett               | Kap                | Világos sárga        |
| Q                 | Nagyon világos sárga | 6.5                          | 6.5 - 6.99                   | 8                            | 5.51 - 7.0                       | Színezett 2               | Színezett              | Enyhén színezett-színezett | Világos sárga            | Színezett               | Kap                | Világos sárga        |
| R                 | Nagyon világos sárga | 7.0                          | 7.0 - 7.49                   | 9                            | 7.01 - 8.5                       | Színezett 2               | Színezett              | Enyhén színezett-színezett | Világos sárga            | Színezett               | Kap                | Világos sárga        |
| R                 | Nagyon világos sárga | 7.0                          | 7.0 - 7.49                   | 9                            | 7.01 - 8.5                       | Színezett 2               | Színezett              | Enyhén színezett-színezett | Világos sárga            | Színezett               | Sötét kap          | Világos sárga        |
| S                 | Világos sárga        | 7.5                          | 7.5 - 7.99                   | 9                            | 7.01 - 8.5                       | Színezett 3               | Színezett              | Enyhén színezett-színezett | Sárga                    | Színezett               |                    | Világos sárga        |
| T                 | Világos sárga        | 8.0                          | 8.0 - 8.49                   | 9                            | 7.01 - 8.5                       | Színezett 3               | Színezett              | Enyhén színezett-színezett | Sárga                    | Színezett               |                    | Világos sárga        |
| U                 | Világos sárga        | 8.5                          | 8.5 - 8.99                   | 10                           | 8.51 - 10.00                     | Színezett 3               | Színezett              | Enyhén színezett-színezett | Sárga                    | Színezett               |                    | Világos sárga        |
| V                 | Világos sárga        | 9.0                          | 9.0 - 9.49                   | 10                           | 8.51 - 10.00                     | Színezett 3               | Színezett              | Enyhén színezett-színezett | Sárga                    | Színezett               |                    | Világos sárga        |
| W                 | Világos sárga        | 9.5                          | 9.5 - 9.99                   | 10                           | 8.51 - 10.00                     | Színezett 3               | Színezett              | Enyhén színezett-színezett | Sárga                    | Színezett               |                    | Világos sárga        |
| X                 | Világos sárga        | 10.0                         | 10 +                         | 10+                          | 10+                              | Színezett 3               | Színezett              | Enyhén színezett-színezett | Sárga                    | Színezett               |                    | Világos sárga        |
| Y                 | Világos sárga        | 10.0                         | 10 +                         | 10+                          | 10+                              | Színezett 3               | Színezett              | Enyhén színezett-színezett | Sárga                    | Színezett               |                    | Világos sárga        |
| Z                 | Világos sárga        | 10.0                         | 10 +                         | 10+                          | 10+                              | Színezett 3               | Színezett              | Enyhén színezett-színezett | Sárga                    | Színezett               |                    | Világos sárga        |
| 1. 2. 3. 4. 5.    |                      |                              |                              |                              |                                  |                           |                        |                            |                          |                         |                    |                      |

A gyémántok színének osztályozására két módszert alkalmaznak:
- a gyémántműhelyekben úgynevezett mesterpéldányok (masterstones) találhatók minden színfokozatból és az új gyémántokat ezekhez hasonlítják
- a szín megállapítására használják az 1972-ben feltalált Gran Kolorimétert (nevét feltalálója, Paul Gran után kapta) is, mely ±½ pontossággal megállapítja a színfokozatot.

A Darya-I-Nur az egyik legnagyobb, legértékesebb, de egyben legérdekesebb, mivel rózsaszínű. A 182 karátos kő értékét színének köszönheti. Rendszerint a színtelen és az erősen színezett gyémántok az értékesebbek, hiszen sokkal ritkábban fordulnak elő, mint a hagyományos sárgás árnyalatú kövek. Ugyanakkor a ritka színek, mint például a kék szintén emelik a drágakőként használt gyémántok értékét.

## Kapcsolódó lapok
- Gyémánt
- Gyémántcsiszolás
- Gyémántlelőhelyek
- Gyémántok tisztasága
- Híres gyémántok listája
- Mesterséges gyémánt